# Calogero Tumminelli
Calogero Francesco Enrico Tumminelli (Caltanissetta, 2 febbraio 1886 – Roma, 1945) è stato un editore e tipografo italiano.

## Biografia
Figlio di Calogero Tumminelli (1832) e di Alfonsa Chiarenza (1846), intraprese gli studi universitari presso l'Università Bocconi, dove si laureò. Sempre nel capoluogo lombardo, nel 1910 aderì alla loggia massonica "Carlo Cattaneo".
Nel 1906, ancor prima di laurearsi in scienze economiche, fondò insieme ad Emilio Bestetti, la «Casa editrice d'arte Bestetti e Tumminelli», la prima in Italia specializzata per pubblicazioni d'arte.
La società si avvalse della collaborazione di importanti personalità, come il giornalista Ugo Ojetti, cui venne affidata la direzione della rivista Dedalo, e l'architetto Marcello Piacentini, che diresse la rivista Architettura e arti decorative. La collaborazione con Bestetti continuò fino al 1931.
Nel 1916, intanto, Tumminelli aveva creato una nuova casa editrice a Roma, l'«Istituto Romano di Arti Grafiche di Tumminelli & C». Nel 1924 Tumminelli entrò nel consiglio d'amministrazione dell'Istituto Giovanni Treccani che l'anno seguente diede avvio alla realizzazione dell'Enciclopedia Italiana. Tumminelli fu nominato direttore editoriale e tipografico dell'opera; collaborò alla realizzazione dei primi XVIII volumi con altri due conterranei: il filosofo Giovanni Gentile, nel ruolo di direttore scientifico, e il linguista Antonino Pagliaro come redattore capo dell'opera.
Nel 1926 fu chiamato a dirigere la casa editrice Treves. Fondò nuove collane: "Musicale", "Memorie e documenti", "Nuova biblioteca amena", "Thesaurus Artium", "Biblioteca di cultura politica", "Scrittori stranieri moderni" e il periodico «Scenario» (1932-1941). Assunse anche la carica di condirettore - con Guido Treves - della prestigiosa rivista L'Illustrazione Italiana (1926-33).
Nel 1931 la casa editrice di Tumminelli si fuse con la Treves e la Treccani, costituendo la «S.A. Treves-Treccani-Tumminelli», che venne diretta dallo stesso Tumminelli e continuò a pubblicare Dedalo e soprattutto l'Enciclopedia Italiana. Nel 1933 la società si sciolse perché acquisita dallo Stato, e Tumminelli costituì una nuova casa editrice tra Milano e Roma, «Tumminelli editore», e riprese l'«Istituto Romano di Arti Grafiche di Tumminelli & C.», con cui fu attivo nel settore dei libri d'arte e di periodici in rotocalco (sia in bianco e nero che a colori). Tra essi il quindicinale «Storia» (1937-1942, una copertina), che fu la prima rivista italiana dedicata interamente alla storia.
La difesa della razza, rivista diretta da Telesio Interlandi, vide il suo primo numero il 5 agosto 1938 e venne stampata, con cadenza quindicinale, fino al 1943 (l'ultimo numero, il 117 risulta uscito il 20 giugno 1943) dalla casa editrice Tumminelli di Roma .
Morì nel 1945 a Roma.
Il figlio Roberto (1913 - 1982) gli successe alla guida della casa editrice, fino alla sua chiusura avvenuta nel 1973.
Roberto Tumminelli fu, oltre che editore di libri, anche editore di riviste (pubblicò «La Settimana Incom illustrata» di Sandro Pallavicini e «Cronache» di Gualtiero Jacopetti); fu socio di minoranza delle "Nuove Edizioni Romane", società editrice del settimanale L'Espresso e fu anche consigliere delegato dell'Università commerciale Luigi Bocconi di Milano.